# Emikar Calderas Barrera
Emikar Virginia Calderas Barrera (* 3. Januar 1990) ist eine venezolanische Fußballschiedsrichterin.

## Werdegang
Calderas Barrera ist Schiedsrichterin in der venezolanischen Primera División.
Seit 2016 steht sie auf der Liste der FIFA-Schiedsrichter und leitet internationale Fußballpartien.
Am 28. Oktober 2019 leitete Calderas Barrera das Finale der Copa Libertadores Femenina 2019 zwischen Ferroviária und Corinthians São Paulo (0:2) in Quito.
Sie war Schiedsrichterin beim Algarve-Cup 2020.
Im April 2022 wurde Calderas Barrera als Schiedsrichterin für die Fußball-Europameisterschaft 2022 in England nominiert. Sie wurde gemeinsam mit ihren Assistentinnen Migdalía Rodríguez Chirino (Venezuela) und Mary Blanco Bolívar (Kolumbien) im Rahmen einer Kooperation der UEFA mit dem südamerikanischen Fußballverband CONMEBOL berufen und war nach Kari Seitz die zweite außereuropäische, sowie die erste südamerikanische Schiedsrichterin, die ein EM-Spiel der Frauen leitete. Insgesamt pfiff sie zwei Partien.
Einen Monat später kam Calderas Barrera im August 2022 bei der U-20-Weltmeisterschaft 2022 in Costa Rica zum Einsatz, wo sie unter anderem das Finale zwischen Spanien und Japan leitete (3:1).
Im Januar 2023 wurde Calderas Barrera für die Weltmeisterschaft 2023 in Australien und Neuseeland nominiert.

## Einsätze bei Turnieren

### Fußball-Europameisterschaft 2022
| Phase        | Datum         | Spielort      | Heimmannschaft | Gastmannschaft | Ergebnis  |
| ------------ | ------------- | ------------- | -------------- | -------------- | --------- |
| Gruppenphase | 11. Juli 2022 | Southampton   | Österreich     | Nordirland     | 2:0 (1:0) |
| Gruppenphase | 16. Juli 2022 | Milton Keynes | Finnland       | Deutschland    | 0:3 (0:1) |

### Fußball-Weltmeisterschaft 2023
| Phase        | Datum         | Spielort | Heimmannschaft | Gastmannschaft | Ergebnis  |
| ------------ | ------------- | -------- | -------------- | -------------- | --------- |
| Gruppenphase | 22. Juli 2023 | Brisbane | England        | Haiti          | 1:0 (1:0) |

### Olympisches Fußballturnier 2024
| Phase        | Datum         | Spielort | Heimmannschaft | Gastmannschaft | Ergebnis  |  |
| ------------ | ------------- | -------- | -------------- | -------------- | --------- |  |
| Gruppenphase | 28. Juli 2024 | Nizza    | Australien     | Sambia         | 6:5 (2:4) |  |
| Gruppenphase | 31. Juli 2024 | Nantes   | Japan          | Nigeria        | 3:1 (3:1) |  |